# Edward the Elder
Edward the Elder (874– 17 tháng 7 năm 924) là vua người Anglo-Saxons  từ năm 899 cho đến khi ông qua đời vào năm 924.

## Thông tin chung
Alfred đã kế vị ngôi vương của Wessex vào năm 871, và gần như phải đối mặt với thất bại trước người Viking Đan Mạch cho đến chiến thắng quyết định của ông trong trận Edington năm 878. Sau trận chiến, người Viking vẫn thống trị Northumbria , Đông Anglia và đông Mercia , chỉ còn lại Wessex và miền tây Mercia dưới sự kiểm soát của Anglo-Saxon. Vào đầu những năm 880 Æthelred, Chúa tể của những người Mercia, người cai trị miền tây Mercia, đã chấp nhận quyền lãnh chúa của Alfred và kết hôn với con gái của ông ta là Æthelflæd, và vào khoảng năm 886, Alfred phong tước hiệu mới là Vua của người Anglo-Saxon với tư cách là người cai trị tất cả những người Anglo-Saxon không chịu sự cai trị của Đan Mạch. Edward kế thừa tước vị mới khi Alfred qua đời vào năm 899.
Vào năm 910, quân Mercia và Tây Saxon đã gây ra một thất bại quyết định trước một đội quân xâm lược của Northumbria, chấm dứt mối đe dọa từ phía bắc của người Viking. Vào những năm 910, Edward đã chinh phục miền nam nước Anh do người Viking cai trị với sự hợp tác của chị gái mình là Æthelflæd, người đã kế vị là Phu nhân của những người Mercians sau cái chết của chồng vào năm 911. Các nhà sử học tranh cãi về việc Mercia bị Wessex thống trị đến mức nào trong thời kỳ này, và sau đó. Æthelflæd qua đời vào tháng 6 năm 918, con gái của bà là Ælfwynn trong một thời gian ngắn trở thành Phu nhân thứ hai của Mercia, nhưng vào tháng 12, Edward đưa bà vào Wessex và áp đặt quyền cai trị trực tiếp lên Mercia. Đến cuối những năm 910, ông cai trị Wessex, Mercia và Đông Anglia, và chỉ có Northumbria là còn lại dưới sự cai trị của người Viking. Năm 924, ông phải đối mặt với một cuộc nổi dậy của Mercia và Welsh tại Chester, và sau khi đặt nó xuống, ông qua đời tại Farndon ở Cheshire vào ngày 17 tháng 7 năm 924. Ông được kế vị bởi con trai cả của mình, Æthelstan . Hai người con trai út của Edward sau này trị vì là Vua Edmund I và Eadred .
Edward được các nhà biên niên sử thời Trung cổ ngưỡng mộ, và theo quan điểm của William ở Malmesbury , ông "thua kém cha mình nhiều về việc trau dồi chữ viết" nhưng "vinh quang hơn hẳn về quyền lực cai trị của ông". Ông bị các nhà sử học hiện đại bỏ qua phần lớn cho đến những năm 1990, và Nick Higham mô tả ông là "có lẽ là người bị bỏ quên nhiều nhất trong các vị vua Anh", một phần vì ít nguồn chính thống về triều đại của ông còn tồn tại. Danh tiếng của ông nổi lên vào cuối thế kỷ 20 và hiện ông được coi là người tiêu diệt quyền lực của người Viking ở miền nam nước Anh trong khi đặt nền móng cho một vương quốc Anh thống nhất lấy miền nam làm trung tâm.